# David G. Gee
David Godfrey Gee, född 11 december 1937, död 5 oktober 2023 i Uppsala domkyrkodistrikt, var en svensk geovetare. Han var professor i orogen dynamik vid Institutionen för geovetenskaper på Uppsala universitet. Han blev 1998 ledamot av Vetenskapsakademien.